# 聖母聖衣堂
座標: 北緯22度16分33秒 東経114度10分07秒 / 北緯22.275894度 東経114.168506度

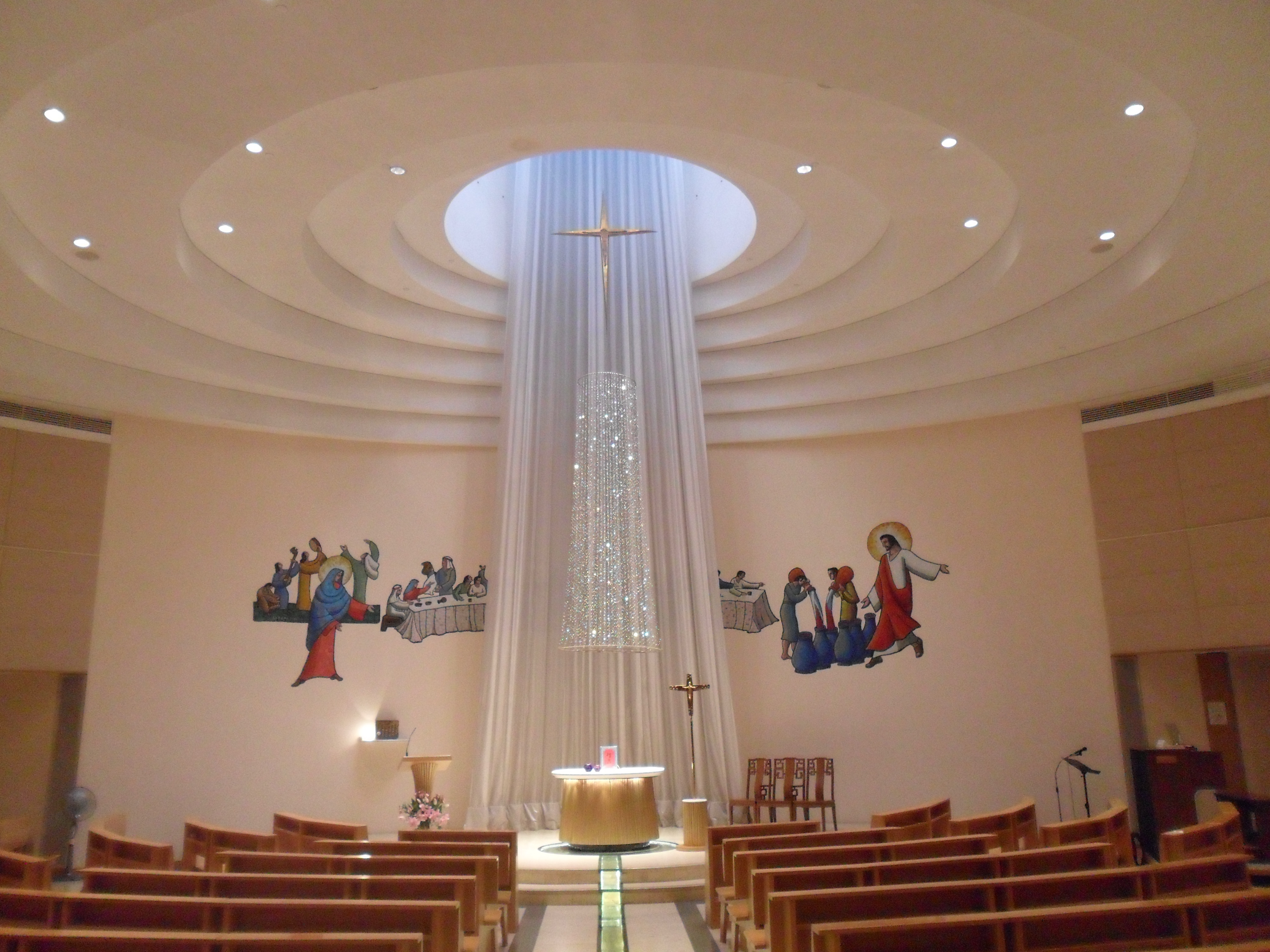
聖母聖衣堂の堂内、2011年撮影

聖母聖衣堂（せいぼせいいどう、英語: Our Lady of Mount Carmel Church）は、カトリック教会香港司教区内の教会。湾仔地区内の星街 (Star Street) 1番地に位置している。この教会のユニークな特徴は、民間の多階層住宅棟の中にある、ということであり、独立した建物の教会ではない。現在の教区司祭は、Rev. Thomas Law Kwok-Fai である。

## 歴史
現在の教会のある場所は、かつての聖方済小堂（St. Francis Xavier Chapel：聖フランシス・ザビエル礼拝堂）の敷地だったところであり、このチャペルは1845年以来、湾仔地区の信仰心の篤いカトリック教徒たちの礼拝の場となっていた。この場所には、複数の宗教的コミュニティのほか、カトリック系の病院、捨て子や、視覚障害を持った女性の保護施設が設けられていた。信徒数の増加に従って、教区司祭であったジェイムズ・ジリオリ神父 (Father James Zilioli) と湾仔の信徒たちは、新たな教会の建設を決意するに至った。
新教会建設の準備は1934年に始まったが、財政上の困難から、実際に建設が始められたのは、1949年2月末のことであった。この新しい教会は、煉靈堂（英語: Holy Souls Church）と名付けられ、1950年7月19日に開堂に漕ぎ着けたが、この日はカルメル山の聖母の祝宴がおこなわれる日だった。1957年に、教会の名称は改称され、聖母聖衣堂 (Our Lady of Mount Carmel Church) となった。
1990年代に、香港司教区は、他の目的に必要な資金を確保するために、不動産としての教会を処分することにした。司教区からの働きかけと地元教区の信徒たちからの支援によって、新たに建設される建物の一部に教会を組み入れることで、開発業者との合意が成立した
新たな教会は、2001年11月10日に、枢機卿、香港司教であった胡振中 (John Baptist Wu Cheng-chung) によって、開堂、奉献された。

## 教会のデザイン
この教会の特徴的なデザインは、祭壇の上部に設けられた大きな天窓で、輝きを放つ小さなクリスタル・ビーズがと金色の十字架が吊るされている。祭壇の背後の壁には、メキシコの芸術家フランシスコ・ボルボア (Francisco Borboa) が制作した、カナの婚宴の場面を描いたモザイクがある。また、祭壇から、教会の入口に置かれた洗礼盤まで、水が流れる仕掛けが施されている。